# Bataille d'Eskişehir
Guerre gréco-turque (1919-1922)
La bataille d'Eskişehir est un épisode de la guerre gréco-turque, qui s'est déroulé dans la région d'Eskişehir, en Asie mineure, entre le 10 et le 24 juillet 1921. Remportée par l'armée grecque, cette bataille n'a cependant été qu'une victoire à la Pyrrhus face aux troupes turques conduites par Ismet Pacha, qui parviennent à se retirer sans pertes majeures.